# Mistrzostwa Świata w Hokeju na Lodzie 2012
Mistrzostwa Świata w Hokeju na Lodzie 2012 – 76. edycja mistrzostw świata organizowane przez IIHF, która odbyła się po raz dziesiąty w Szwecji i po raz siódmy w Finlandii. Turniej Elity odbył się w dniach 4 maja-20 maja, a miastami goszczącymi najlepsze drużyny świata były Sztokholm i Helsinki (w ramach dwuletniej umowy w 2012 roku miejscem półfinałów i meczów o medale były Helsinki, zaś w 2013 roku odwrotnie - Sztokholm).
Czas i miejsce rozgrywania pozostałych turniejów:
- Dywizja I Grupa A: 15-21 kwietnia, Lublana (Słowenia)
- Dywizja I Grupa B: 15-21 kwietnia, Krynica-Zdrój (Polska)
- Dywizja II Grupa A: 12-18 kwietnia, Reykjavík (Islandia)
- Dywizja II Grupa B: 2-8 kwietnia, Sofia (Bułgaria)
- Dywizja III: 15-21 kwietnia, Erzurum (Turcja)

## Elita
| Msc. | Reprezentacja     |
| ---- | ----------------- |
|      | Rosja             |
|      | Słowacja          |
|      | Czechy            |
| 4    | Finlandia         |
| 5    | Kanada            |
| 6    | Szwecja           |
| 7    | Stany Zjednoczone |
| 8    | Norwegia          |
| 9    | Francja           |
| 10   | Łotwa             |
| 11   | Szwajcaria        |
| 12   | Niemcy            |
| 13   | Dania             |
| 14   | Białoruś          |
| 15   | Włochy            |
| 16   | Kazachstan        |

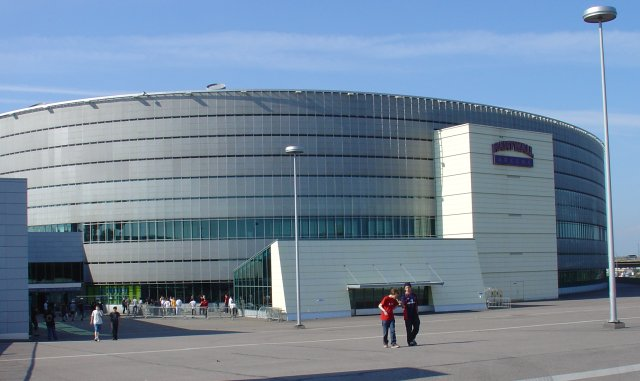
Hartwall Areena

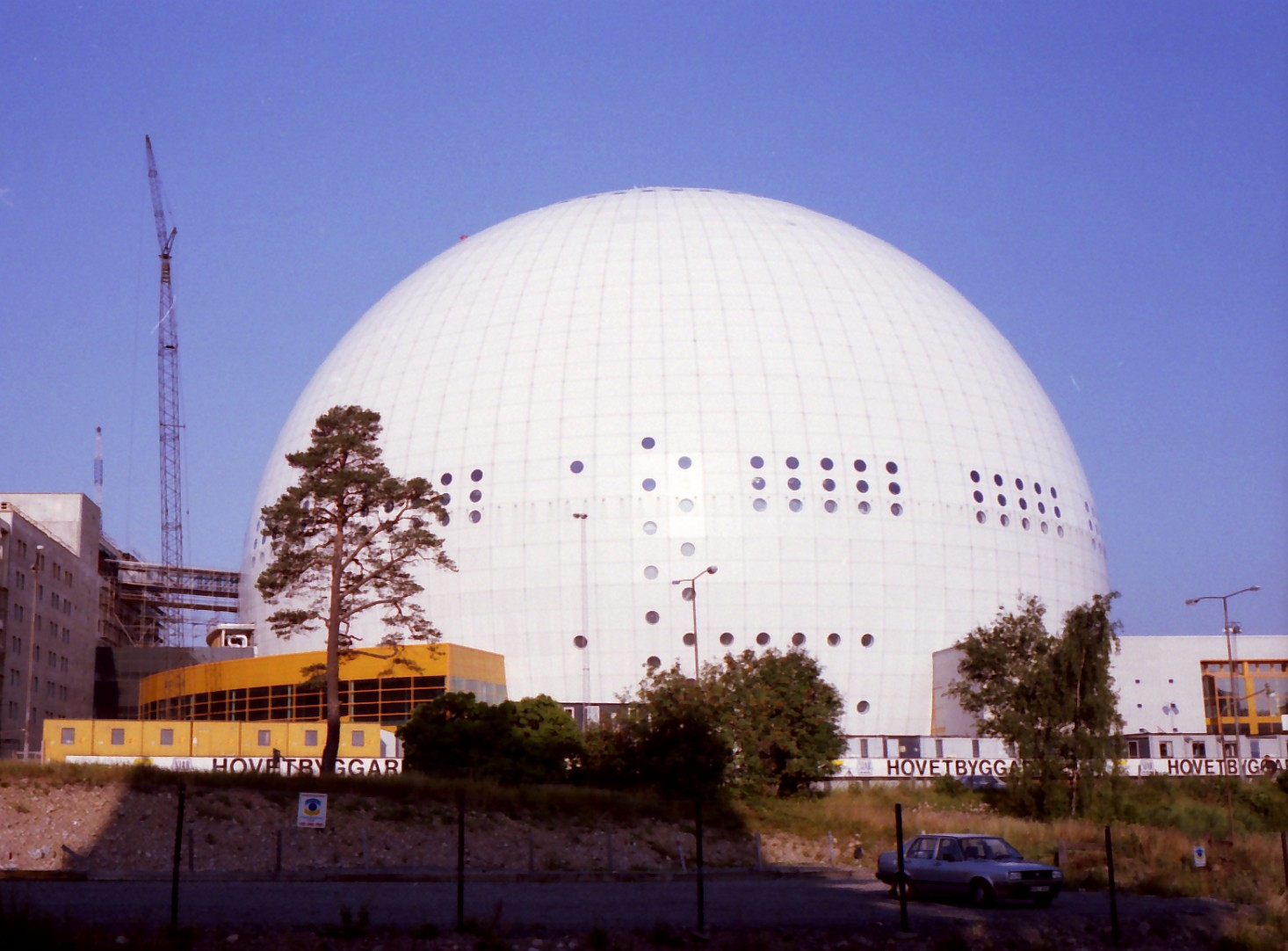
Ericsson Globe

W tej części mistrzostw uczestniczyło 16 najlepszych drużyn na świecie. System rozgrywania meczów był inny niż w niższych dywizjach. Najpierw wszystkie drużyny uczestniczyły w fazie grupowej, w której są podzielone w dwóch ośmiu zespołowych grupach. Cztery czołowe drużyny z każdej z grup automatycznie zakwalifikowały się do fazy pucharowej, celem wyłonienia mistrza świata. Najgorsza drużyna z obu grup została zdegradowana do pierwszej dywizji. Mecze zostały rozegrane w Finlandii (po raz siódmy w historii, ostatni raz w 2003) i Szwecji (po raz dziesiąty, ostatni raz w 2002).
Hale w których odbyły się zawody to:

Hartwall Areena (o pojemności 13 349 miejsc)

Ericsson Globe (o pojemności 13 850 miejsc)
Zawody odbyły się w dniach 4 - 20 maja 2012 roku. Pierwszy mecz odbył się o 11:15 czasu środkowoeuropejskiego. W Helsinkach odbył się mecz Stanów Zjednoczonych oraz Francji. Pierwszą bramkę w turnieju zdobył Francuz Nicolas Besch. W meczu fazy grupowej pomiędzy Niemcami i Norwegią strzelono najszybszą bramkę mistrzostw. W dwudziestej sekundzie meczu do bramki rywali trafił Patrick Thoresen.
Królem strzelców został Rosjanin Jewgienij Małkin, zdobywca 11 bramek. Zawodnik ten był również najskuteczniejszy w punktacji kanadyjskiej, w której uzbierał łącznie 19 punktów (11 bramek i 8 asyst). Najlepszym asystentem został Szwed Henrik Zetterberg, który dwunastokrotnie pomógł kolegom z drużyny zdobyć bramkę. Do piątki gwiazd zaliczono: bramkarza reprezentacji Słowacji Jána Laco, obrońców: Słowaka Zdeno Chárę i Rosjanina Ilję Nikulina oraz napastników:  Jewgienija Małkina, Szweda Patricka Thoresena oraz Henrika Zetterberga. MVP turnieju został wybrany Jewgienij Małkin.

## Pierwsza dywizja
Grupa A
| Lp. | Drużyna         |
| --- | --------------- |
| 1   | Słowenia        |
| 2   | Austria         |
| 3   | Węgry           |
| 4   | Japonia         |
| 5   | Wielka Brytania |
| 6   | Ukraina         |

Grupa B
| Lp. | Drużyna          |
| --- | ---------------- |
| 1   | Korea Południowa |
| 2   | Polska           |
| 3   | Holandia         |
| 4   | Rumunia          |
| 5   | Litwa            |
| 6   | Australia        |

W odróżnieniu do poprzednich edycji Mistrzostw Świata grupy A i B ujęte w Dywizji I nie stanowiły równorzędnych poziomów rozgrywek, z których dotąd zwycięskie reprezentacje awansowały do Elity. Od 2012 Grupa A Dywizji I była drugą klasą mistrzowską, z której dwie pierwsze drużyny uzyskują awans do Elity, a ostatni zespół jest degradowany do Grupy B Dywizji I. Grupa B Dywizji I stanowi trzecią klasę mistrzowską. Jej zwycięzca awansuje do Dywizji I Grupy A, zaś ostatnia drużyny spada do Dywizji II Grupy A.
Turnieje I Dywizji zostały rozegrane:

Grupa A – Lublana (Słowenia)

Grupa B – Krynica-Zdrój (Polska)

## Druga dywizja
Grupa A
| Lp. | Drużyna       |
| --- | ------------- |
| 1   | Estonia       |
| 2   | Hiszpania     |
| 3   | Chorwacja     |
| 4   | Islandia      |
| 5   | Serbia        |
| 6   | Nowa Zelandia |

Grupa B
| Lp. | Drużyna  |
| --- | -------- |
| 1   | Belgia   |
| 2   | Chiny    |
| 3   | Bułgaria |
| 4   | Meksyk   |
| 5   | Izrael   |
| 6   | RPA      |

W odróżnieniu do poprzednich edycji Mistrzostw Świata grupy A i B ujęte w Dywizji II nie stanowiły równorzędnych poziomów rozgrywek, z których dotąd zwycięskie reprezentacje awansowały do Dywizji I. Od 2012 Grupa A Dywizji II była czwartą klasą mistrzowską, z której pierwsza drużyna uzyskuje awans do Dywizji I Grupy B, a ostatni zespół jest degradowany do Dywizji II Grupy B. Grupa B Dywizji II stanowi piątą klasę mistrzowską. Jej zwycięzca awansuje do Dywizji II Grupy A, zaś ostatnia drużyny spada do Dywizji III.
Turnieje II Dywizji zostały rozegrane:

Grupa A – Reykjavík (Islandia)

Grupa B – Sofia (Bułgaria)

## Trzecia dywizja
| Lp. | Drużyna        |
| --- | -------------- |
| 1   | Turcja         |
| 2   | Korea Północna |
| 3   | Luksemburg     |
| 4   | Irlandia       |
| 5   | Grecja         |
| 6   | Mongolia       |

III Dywizja stanowi szóstą klasę mistrzowską, uczestniczyło w niej 6 zespołów. Zwycięzca awansował do Dywizji II Grupy B.
Gospodarzem turnieju było tureckie miasto Erzurum. Ostatni raz Turcja była gospodarzem turnieju mistrzowskiego w 1997 roku. Wtedy to odbył się turniej w Ankarze, były to kwalifikacje do turnieju mistrzostw świata grupy D.